# 西格马尔·加布里尔
西格马尔·哈特穆特·加布里尔（德語：Sigmar Hartmut Gabriel，1959年9月12日—），出生于德国下萨克森州戈斯拉尔，德国政治人物，德国社会民主党黨员、前党首，曾任德國聯邦副總理、外交部部長，經濟科技部部長。

## 生平
西格马尔·加布里尔在戈斯拉尔市的高中，通過德国一般大學入學資格，1979年進入德國聯邦國防軍服兵役。1982年，他去哥廷根进行德语、政治、社会学的师范专业学习，于1988年通过了国家师范资格考试。1989年到1990年间，他作为一名职业学校老师就职于下萨克森州戈斯拉尔的一所社区学校（BNVHS GmbH）任教。曾经離婚，育有一子。后来再婚，育有一女。

## 政治生涯
1999年至2003年任德国下萨克森州州长。
2005年任德国联邦政府环境、自然保护及核反应堆安全部部长。2008年1月和2009年6月访问中国。
2009年德国联邦议院选举，9月27日德国社会民主党遭到重大挫折，党主席弗朗茨·明特费林辞职。加布里尔于2009年11月13日当选为该党主席。他成为德国民主政党党史最为悠久的社民党党首。社民党代表通过投信任票，以94.2%的支持率选举加布里尔接任明特菲林，成为社民党主席。那时候加布里尔许诺，一定要带领社民党重返执政舞台。过去在野的4年里，加布里尔积极推进党内改革。他废除了党内主席团，但扩大了理事会，定期召开小型党代会。
2013年9月联邦大选投票结束后，加布里尔表示愿意就同联盟党举行组阁谈判，自此加布里尔的影响也得到进一步扩大。但是最终是否参加默克尔主持下的新一届政府，这一决定加布里尔交给社民党党员投票做出。結果社民黨員以76%投票組建大聯合政府。
2013年12月17日，德国社民党主席加布里尔在新内阁当中担任联邦副总理一职，兼任經濟及科技部部長。
2017年1月27日，加布里爾改任外交部長，經濟及科技部部長的空缺由布麗吉特·齊普里斯接替。2016年11月和2017年5月访问中国。
2017年3月19日，加布里尔辞去德国社会民主党主席职务，由马丁·舒尔茨接替， 在2017年9月举行的大选中社民党再次排名第二。2018年3月，德国基督教民主联盟与德国社会民主党完成组阁谈判后，加布里尔卸任德国副总理与外交部部长职务。